# Mr. Lisa Goes to Washington
"Mr. Lisa Goes to Washington" är andra avsnittet från säsong 3 av Simpsons. Avsnittet sändes på Fox den 26 september 1991. I avsnittet deltar  Lisa i en uppsatstävling om att skriva en essä om USA:s storhet och hon får åka till finalen i Washington, DC. Lisa är bestört efter att ha sett en mutskandal i senaten. Hon skriver en ny uppsats där hon föraktar och fördömer den federala regeringen, vilket leder till gripandet av den korrupta kongressledamoten som accepterade mutan. Lisa misslyckas med att vinna tävlingen men hennes tro på regeringen är återställd. Avsnittet skrevs av George Meyer och regisserad av Wes Archer, och var den första avsnittet som Al Jean och Mike Reiss hade som show runners. Den har flera referenser till 1939 filmen Mr Smith i Washington, inklusive scen där Lisa tilltalar Lincolns staty i Lincoln Memorial för att få råd. Avsnittet fick en Nielsen rating på 12,9 och var den tredje mest sedda programmet på Fox under veckan. Avsnittet fick kritik från träindustrin som ogillade scenen där Lisa blev vittne då en lobbyist från träindustrin erbjuder en muta till en kongressledamot för att riva Springfieldskogen. Avsnittet nominerades till en Environmental Media Award i kategorin "Best Television Episodic Comedy"

## Handling
Homer blir intresserad av tidningen Reading Diges efter att familjen fått en upplaga i brevlådan. I tidningen ser han en annons för en barntävling där man ska skriva en uppsats om vad USA är bra på.  Lisa väljer att delta i tävlingen och besöker skogen för att få inspiration till att skriva sin uppsats. Lisas uppsats utses den vinnande uppsatsen i Springfield och hon får delta i den nationella finalen i Washington, DC efter att domarna konstaterat Homers dåliga ordförråd och insett att han inte kunnat skriva Lisas uppsats. Under tiden de är i Washington utnyttjar Bart och Homer förmånen att få alla kostnader betalda och Lisa besöker kända monument för inspiration. När hon kommer till ett monument tjuvlyssnar hon när en korrupt kongressledamot, Springfields kongressledamot Bob Arnold, som tar emot en muta för att riva Springfieldskogen. Lisa tror inte längre på sin uppsats efter att hon sett oärligheten hos regeringstjänstemännen. Lisa förstör sin uppsats och skriver en ny och sanningsenlig uppsats som hon presenterar för de patriotiska domarna. Den nya essän med titeln "Esspool on the Potomac", föraktar och fördömer det offentliga systemet, och nämner namnen på de inblandade i mutorna. Lisas uppsats leder till att regeringen tar tag i den korrupta kongressledamoten som arresteras. Lisas uppsats vinner inte tävlingen på grund av sitt innehåll, men med resultatet att kongressledamoten är arresterad, är hennes tro på regeringen återställd.

## Produktion
Avsnittet skrevs av George Meyer. Avsnittet är en av Matt Groenings favorit avsnitt från de tidigare säsongerna eftersom han tyckte det tog showen till en helt annan nivå.
 Meyer har sagt att han har en djup misstanke om sociala institutioner och traditioner i allmänhet, som påverkat hur han skrev avsnittet. Al Jean och Mike Reiss, som hade skrivit för Simpsons sedan showen började, tog över som show runner s till den tredje säsongen. Detta var den första avsnittet med den som show runner. Jean och Reiss var så pressad över trycket på deras nya jobb att de gjorde 6-7 omarbetningar av manuset för att göra den roligare.
Wes Archer regisserade "Mr. Lisa Goes to Washington", som var det första avsnittet med hela familjen i en verklig plats. Eftersom mycket av avsnittet äger rum utanför Springfield, behövdes nya bakgrunder och karaktärer. Familjen besöker flera verkliga landmärken i Washington, som animatörer ritade av med hjälp av fotografier från animationsstudions bibliotek. Jean anser att en av hemligheterna till framgången, är det faktum att det handlar om en familj och författare kan använda erfarenheter från sitt eget liv som en inspiration i sitt skrivande. Vilket användes i detta avsnitt.

## Kulturella referenser
Titeln och handlingen i avsnittet är en parodi filmen Mr. Smith Goes to Washington, där karaktären Jefferson Smith kommer till Washington med patriotisk entusiasm, men är chockad över att se korruptionen i regeringen. Curtis Ross från The Tampa Tribune anser att detta avsnitt är en av de bästa filmreferenserna i Simpsons  Lisas besök i Lincoln Memorial som en direkt hänvisning till Mr Smith i Washington, där Smith tilltalar Lincoln statyn.
I boken Abraham Lincoln in the Post-Heroic Era, av Barry Schwartz anser han att scenen med Lisa vid monumentet visar hur grundligt Lincolns moraliska och känslomässiga betydelse har minskat. Mark Reinhart skriver i boken Abraham Lincoln on Screen att scenen sammanfattar med lysande kvickhet den amerikanska samhällets "irriterande och i slutändan värdelösa tendens att fråga sig, Vad skulle Lincoln ha gjort? när de står inför ett politiskt eller socialt dilemma.
När familjen besöker Vita huset, stöter de på Barbara Bush i badkaret i ett av många badrum Andra amerikanska landmärke som nämns i episoden är Mount Rushmore. Dessutom föreslår Lisa att familjen besöker minnesmärket av fiktiva Winifred Beecher Howe, en tidig förespråkare för kvinnors rättigheter som senare dök upp på 75-centsmynten enligt Lisa. Detta är en hänvisning till Susan B. Anthony dollar-myntet, som bara präglades under tre år. Avsnittet gör hänvisningar till flera verkliga personer. Pianospelaren som retar Bart är en hänvisning till Mark Russell.
 Bob Arnold dem korrupta kongressledamoten berättar för Lisa att det finns en hel del kvinnor senatorer, men Lisa hävdar att det bara finns två. Vid tidpunkten för sändningen fanns det bara två kvinnliga senatorer: Nancy Landon Kassebaum och Barbara Mikulski.  Presidenten George H.W. Bush parodieras i avsnittet, strax efter att det sändes, smutskastade Bush Simpsons i ett tal under sin omvalskampanj den 27 januari 1992. Han sa att de ska göra amerikanska familjer mycket mer som Waltons och mindre som Simpsons.

## Mottagande
"Mr. Lisa Goes to Washington"  har kallats en satir över den amerikanska politiken. Michael Bitzer anser, i en redigerad bok av Joseph Foy och Stanley Schultz, att avsnittet visar på de dygder, laster och så vidare som den amerikanska politiska kulturen, den allmänna opinionen, och slutligen den amerikanska drömmen har. När den korrupta kongressledamot arresteras, berättar Lisa att Systemet fungerar, vilket gjorde att Benedict Anderson skrev i boken he Spectre of Comparisons att seriens skapare Matt Groening antagligen vill visa publiken att han är övertygad om att systemet knappt fungerar. Günter Beck, en föreläsare för German Academic Exchange Service vid University of Haifa i Israel, har jämfört Lisas roll i avsnittet med den amerikanske artonhundratalspoeten och filosofen Henry David Thoreau. Han skriver att Lisa står upp mot allmänhetens likgiltighet gentemot det politiska systemet och kommenterar att tonvikten ska vara att det modiga moraliska beslutet är att stå upp för principer och mot den breda allmänheten. Genom handlingen, att göra vad som är rätt, kan en enskild rädda välfärden i hela samhället, och mycket riktigt är Lisas mod en impuls till statens representanter att utföra sina demokratiska skyldigheter, och det gör att hon kan meddela att systemet fungerar! Thoreau hade inget bestående förtroende för systemet, men för människorna själva och individens förmåga att förverkliga utveckling och demokrati. "Mr. Lisa Goes to Washington" sändes i USA den 26 september 1991.  För veckan fick avsnittet en Nielsen rating på 12.9, vilket ger 11,9 miljoner hushåll och det tredje mest sedda programmet på Fox under veckan. "Mr. Lisa Goes to Washington" var tillsammans med "When Flanders Failed" lanserad på VHS-bandet Best of the Simpsons under 1999.
Enligt Sarah Culp på The Quindecim är detta det tredje bästa avsnittet. och enligt Jim Schembri på The Age en av de tio bästa avsnittet. Nate Meyers på Digitally Obsessed gav avsnittet betyg 4.5 och anser att detta är en av de bästa avsnittet med Lisa. Steven Stein på Austin American-Statesman har sagt att detta var det första avsnittet som han såg. Bill Gibron på DVD Verdict anser att avsnittet har en politisk satir i skepnad av en barnretoriktävling. Bryce Wilson på Cinema Blend har sagt att avsnittet gav serien en politiskt satirisk röst som slog emot Bush-administrationen.  Avsnittet nominerades till en Environmental Media Award i kategorin "Best Television Episodic Comedy". Enligt Rodney Ferguson på The Plain Dealer anser att träindustrin blev förolämpad av scenen där en träindustrilobbyist erbjuder en muta till en korrupt kongressledamot, så att han kan riva Springfieldskogen. Oregon Lands Coalition, en grupp i Salem, Oregon, bombarderade producenterna av showen med telefonsamtal och brev med protester mot avsnittet. De sade att avsnittet porträtterade skogshuggare orättvist och är att ge efter för miljöextremister, och de skrev ett öppet brev till James L. Brooks. Karen Clark anser att Simpsons beskriver dem som giriga och ger mutor och inte framställer dem som vanliga människor. Matt Groening svarade på kritiken i en intervju med TV Guide, där han sade att han gjorde "forskning om miljöpåverkan av kalavverkning och trädfällning och det är verkligen skrämmande". Jackie Lang, en träindustriaktivist i Salem som hjälpte till att leda protesten mot Fox och Groening, sade att hon var bestört över Groenings svar, och sade att han kommer att vara ledsen över han någonsin gjorde avsnittet. Jake Hogan försvarade Groening och sade att avsnittet bara är historier, lite komedier som får folk att skratta.
Den 15 oktober 1991 gjorde Groening ett annat uttalande till allmänheten, där han sade att några timmerföretag har anslutit sig till kärnkraftsindustrin, högerextrema predikanter och högt uppsatta republikaner i att anfalla Simpsons. Jag måste påpeka, sade han, att Simpsons är en tecknad serie, inte 60 Minutes. Han sa också att "glöm inte att berätta för oljebolagen att de i avsnittet ville borra efter olja i Teddy Roosevelts huvud på Mount Rushmore". David Reinhard från The Oregonian kommenterade kritiken med att Hollywood alltid kan få en grupp från den amerikanska inlandet att se löjliga ut när de är nollor i en show, särskilt om det är en tecknad serie och Oregon Lands Coalitions protest var lite av en överreaktion. Men den miljömässiga retoriken som Simpsons och Groening kommentar är symptomatiskt för en Hollywoodkultur och en populärkultur som är fientliga mot den oro och de värderingar som finns hos de flesta amerikaner. Efter att avsnittet sändes, fann medieforskarna Robert Lichter och Linda S. Lichter i en studie att när man på den bästa sändningstiden visar verksamheter, beskrivs 89 procent av affärsmännen som bedragare eller lögnare.